# Binic-Étables-sur-Mer
Binic-Étables-sur-Mer é uma comuna francesa na região administrativa da Bretanha, no departamento de Côtes-d'Armor. Estende-se por uma área de 15.34 km². Em 2010 a comuna tinha 7 223 habitantes (densidade: 470,9 hab./km²).
Foi criada em 1 de janeiro de 2016, após a fusão das antigas comunas de Binic e Étables-sur-Mer.